# Проба Тойбера
Проба Тойбера — проба на латерализацию тактильных стимулов, названа в честь американского нейропсихолога Ганса-Лукаса Тойбера, который впервые использовал этот метод диагностики.

## Методика
В данной пробе испытуемому сначала дотрагиваются до одной руки, затем до другой и до обеих. После каждого прикосновения испытуемый отвечает, какой руки коснулись. Можно усложнить эту пробу, поставив перед испытуемым задачу оценить количество стимулов, то есть касаться руки в нескольких местах.

## Локализация нарушения
При поражениях правого полушария проба Тойбера может выявить левостороннее тактильное игнорирование. В этом случае больной не чувствует прикосновения на левую руку при стимуляции обеих рук. Проблема с правильной идентификацией руки говорит о нарушениях теменной зоны мозга, а также срединных структур и медио-базальных отделов лобных долей. Нарушение этих отделов возможно при дегенеративных деменциях позднего возраста (например, болезнь Альцгеймера). Если испытуемый затрудняется определить количество стимулов, это говорит о поражениях теменных отделов коры или подлежащих подкорковых структур.